# Kyžlířov
Kyžlířov (deutsch Gaisdorf) ist ein Gemeindeteil von Potštát (deutsch Bodenstadt) im Bezirk Přerov in Tschechien.

## Geographie
Das Dorf im Bodenstädter Ländchen liegt circa einen Kilometer östlich von Bodenstadt an der Landstraße 44014.

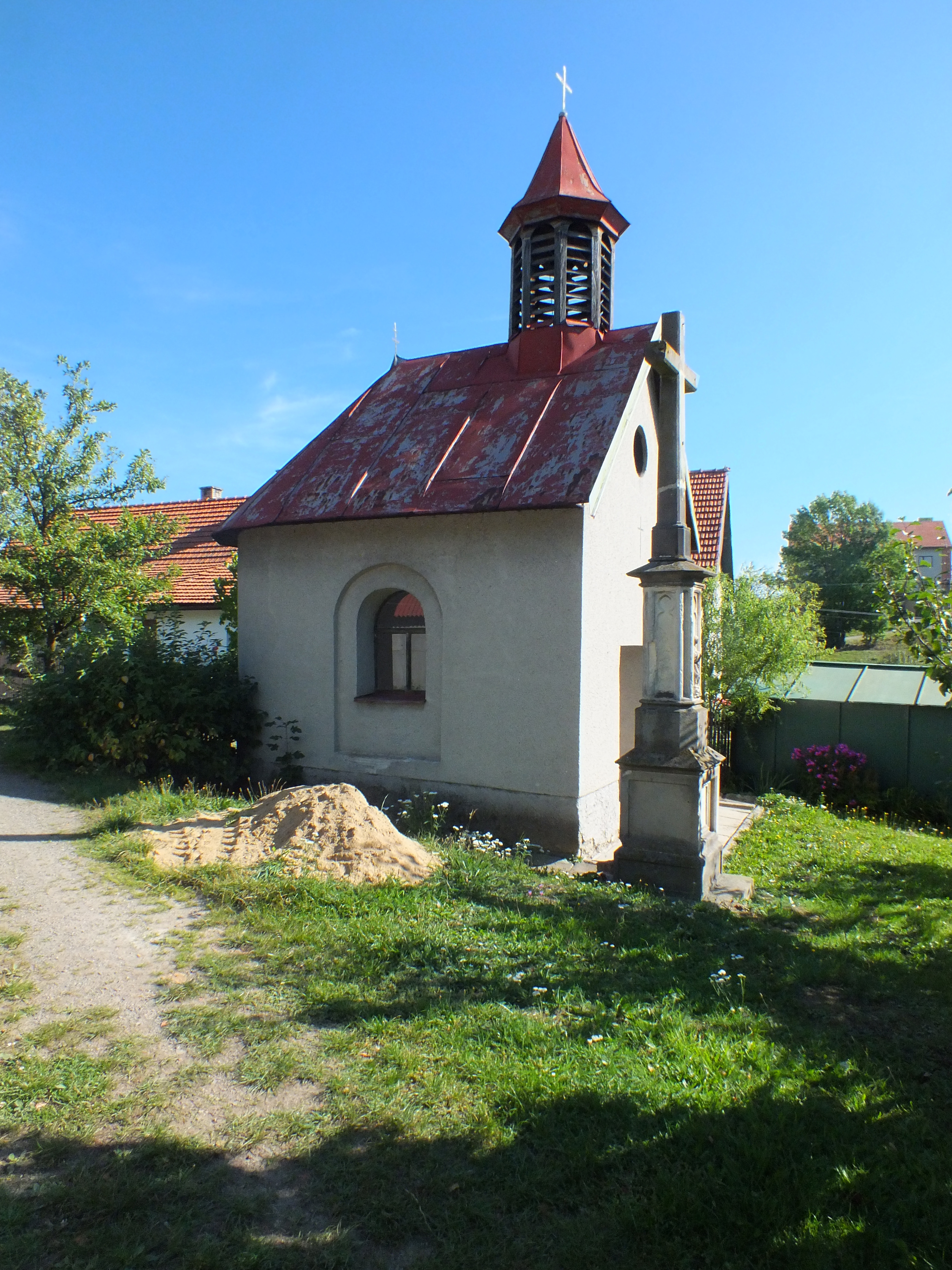
Kapelle

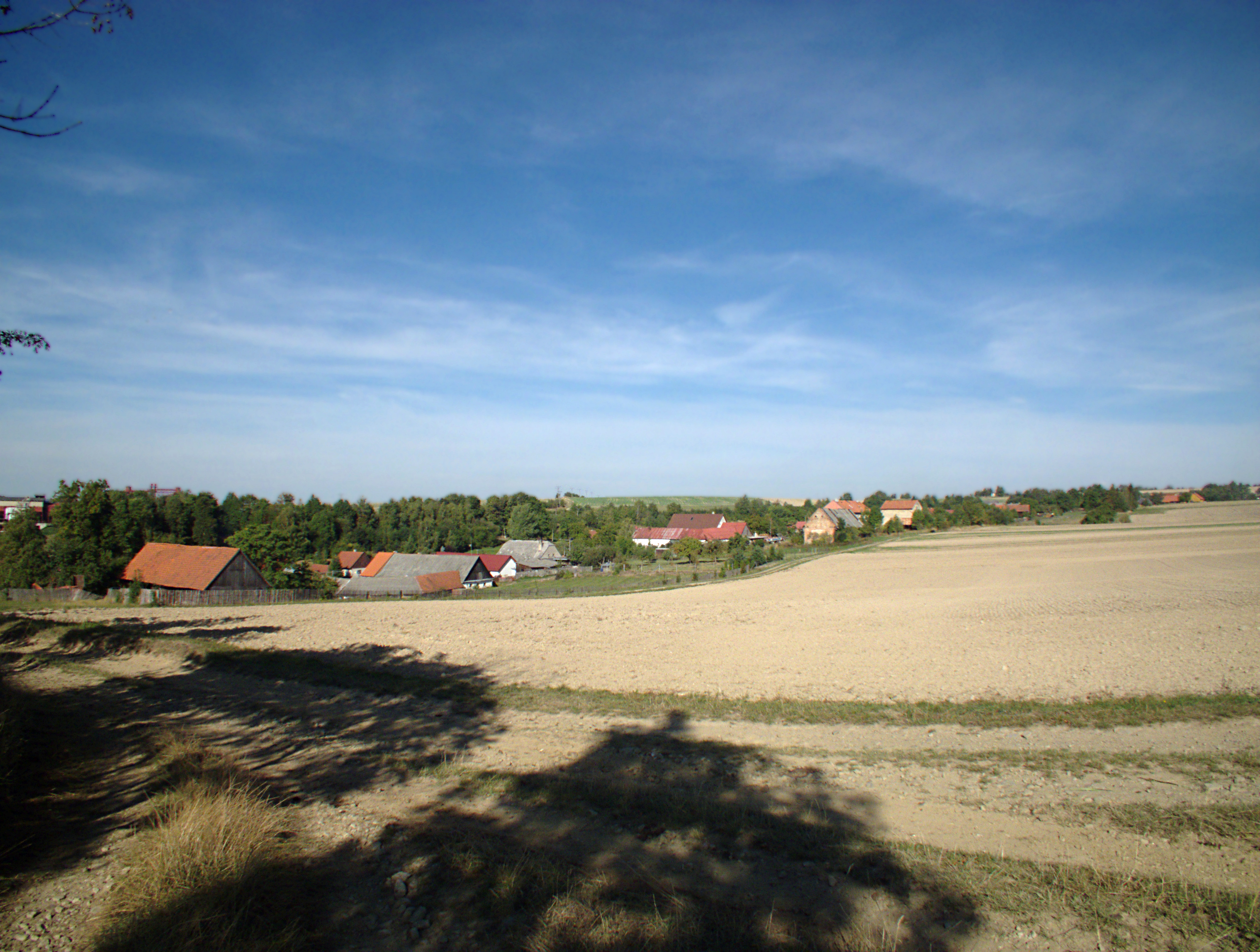
Ortsansicht

## Geschichte
Nach dem Münchner Abkommen im September 1938 wurde Gaisdorf dem Deutschen Reich zugeschlagen und gehörte bis 1945 zum Landkreis Bärn.
Die deutschen Bewohner wurden 1945 enteignet und vertrieben.

## Sehenswürdigkeiten
- Kapelle